# Tenpe Nyima
Lopsang Palden Tenpe Nyima var den sjunde inkarnationen av Panchen Lama i Gelug-sekten i den tibetanska buddhismen.
Den sjätte Panchen Lama, Lobsang Palden Yeshe, avled i smittkoppor under ett besök i Peking 1780. Tre år senare identfierade den åttonde Dalai Lama en pojke som inkarnationen av Panchen Lama och gav honom det religiösa namnet Lopsang Palden Tenpe Nyima. För att fortsätta de förbindelser mellan britterna och Tibet som inletts under de sjätte Dalai Lama, meddelande Sha Marpa, som tjänstgjorde som regent, i ett brev till Warren Hastings att en inkarnation av Panchen Lama funnits. Hastings svarade genom att sända sin släkting Samuel Turner till Tibet.
Han indenfierade den nionde, tionde och elfte inkarnationerna av Dalai Lama och gav dem undervisning i buddhismen.